# 딩겔슈테트

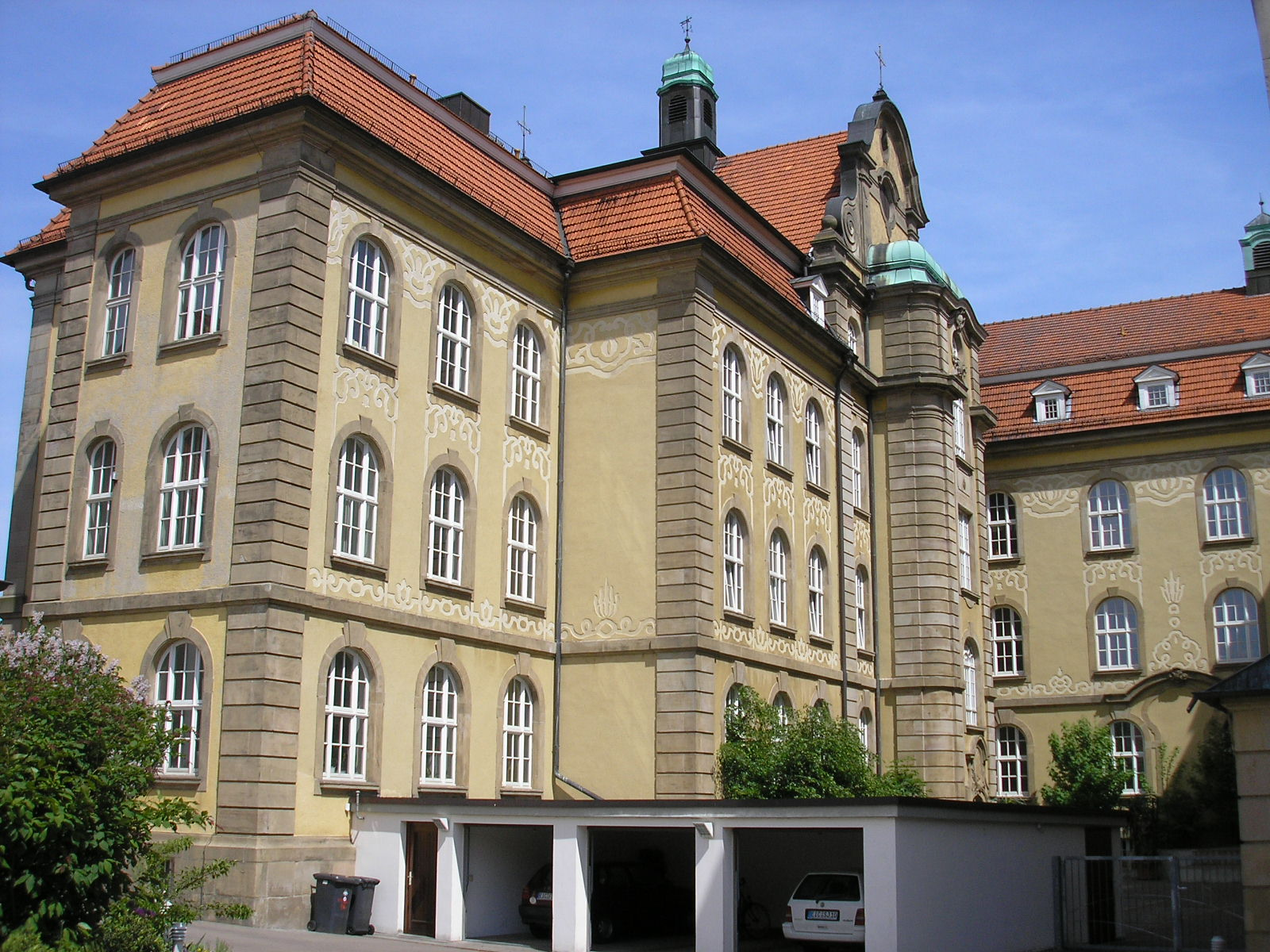
딩겔슈테트

딩겔슈테트(독일어: Dingelstädt)는 독일 튀링겐주에 위치한 도시로 면적은 20.4km2, 인구는 4,372명(2015년 12월 31일 기준), 인구 밀도는 210명/km2이다. 라이네펠데보르비스에서 남쪽으로 8km, 뮐하우젠에서 북서쪽으로 15km 정도 떨어진 곳에 위치한다.

시 문장

## 자매 도시
- 폴란드 야로스와프